# 第22回カンヌ国際映画祭
第22回カンヌ国際映画祭（だい22かいカンヌこくさいえいがさい）は、1969年5月8日から23日にかけて開催された。

## 受賞結果
- グランプリ：『If もしも....』（リンゼイ・アンダーソン）
- 審査員特別グランプリ：『Ådalen '31』（ボー・ヴィーデルベリ）
- 審査員賞：『Z』（コスタ・ガヴラス）
- 監督賞：グラウベル・ローシャ（『アントニオ・ダス・モルテス』）、ヴォイチェフ・ヤスニー（『Vsichni Dobrí Rodáci』）
- 男優賞：ジャン＝ルイ・トランティニャン（『Z』）
- 女優賞：ヴァネッサ・レッドグレイヴ（『裸足のイザドラ』）
- 新人監督賞：デニス・ホッパー（『イージー・ライダー』）

## 審査員

### コンペティション部門
- 審査委員長 
  - ルキノ・ヴィスコンティ （イタリア/監督）
- 審査員
  - ベリコ・ブライーチ (ユーゴスラビア/監督)
  - スタンリー・ドーネン (アメリカ/監督)
  - チンギス・アイトマートフ (ソ連、現キルギス/作家)
  - マリー・ベル (フランス/女優)
  - ヤロスラフ・ブチェク (チェコ/プロデューサー)
  - サム・スピーゲル (アメリカ/プロデューサー)
  - ロベルト・カンタース (フランス/批評家)
  - イエジー・グリュックスマン (スウェーデン/)

## 上映作品

### コンペティション部門
アルファベット順。邦題がない場合は原題の下に英題。
| 題名 原題                                                               | 監督                               | 製作国                     |
| ----------------------------------------------------------------------- | ---------------------------------- | -------------------------- |
| Ådalen '31 (Adalen 31)                                                  | ボー・ヴィーデルベリ               | スウェーデン               |
| 嵐を呼ぶ女 Bice skoro propast sveta                                     | アレクサンドル・ペトロヴィッチ     | フランス ユーゴスラビア    |
| カルカッタ Calcutta                                                     | ルイ・マル                         | フランス                   |
| Dillinger è Morto (Dillinger Is Dead)                                   | マルコ・フェレーリ                 | イタリア                   |
| Don't Let the Angels Fall                                               | ジョージ・カツェンダー             | カナダ                     |
| イージー・ライダー Easy Rider                                           | デニス・ホッパー                   | アメリカ合衆国             |
| España Otra Vez (Spain Again)                                           | ハイメ・カミノ                     | スペイン                   |
| Fararuv Konec (End of a Priest)                                         | エヴァルト・ショルム               | チェコスロバキア           |
| Flashback                                                               | ラファエレ・アンドレアッシ         | イタリア                   |
| 明日よさらば Gli intoccabili                                            | ジュリアーノ・モンタルド           | イタリア                   |
| If もしも.... If....                                                    | リンゼイ・アンダーソン             | イギリス                   |
| 裸足のイサドラ Isadora                                                  | カレル・ライス                     | イギリス                   |
| Le Grand Amour The Great Love                                           | ピエール・エテックス               | フランス                   |
| モード家の一夜 Ma nuit chez Maud                                        | エリック・ロメール                 | フランス                   |
| Manden Der Taenkte Ting (The Man Who Thought Life)                      | イェンス・ラヴン                   | デンマーク                 |
| Matzor (Siege)                                                          | ギルバート・トファノ               | イスラエル                 |
| Metti Una Sera a Cena                                                   | ジュゼッペ・パトローニ・グリッフィ | イタリア                   |
| Michael Kohlhaas - Der Rebell (Man on Horseback)                        | フォルカー・シュレンドルフ         | 西ドイツ                   |
| 日本の青春                                                              | 小林正樹                           | 日本                       |
| アントニオ・ダス・モルテス O Dragão da Maldade contra o Santo Guerreiro | グラウベル・ローシャ               | ブラジル 西ドイツ フランス |
| 蝿取り紙 Polowanie na muchy                                             | アンジェイ・ワイダ                 | ポーランド                 |
| Slaves                                                                  | ハーバート・ビーバーマン           | アメリカ合衆国             |
| 約束 The Appointment                                                    | シドニー・ルメット                 | アメリカ合衆国             |
| ミス・ブロディの青春 The Prime of Miss Jean Brodie                      | ロナルド・ニーム                   | イギリス                   |
| Vsichni Dobrí Rodáci (All Good Citizens)                                | ヴォイチェフ・ヤスニー             | チェコスロバキア           |
| Z Z                                                                     | コスタ・ガヴラス                   | フランス アルジェリア      |

### 特別招待作品
- 雨にぬれた舗道 - ロバート・アルトマン（アメリカ）
- アンドレイ・ルブリョフ - アンドレイ・タルコフスキー（ソビエト連邦）
- スウィート・チャリティー - ボブ・フォッシー（アメリカ）
- Arthur Rubinstein:L'amour de la vie - フランソワ・レシャンバック（フランス）